# Neuses an den Eichen
Neuses an den Eichen (amtlich Neuses a.d.Eichen) ist ein Gemeindeteil der oberfränkischen Gemeinde Großheirath im Landkreis Coburg.

## Geographie
Das Haufendorf liegt etwa zehn Kilometer südwestlich von Coburg auf einem Bergrücken zwischen Seßlach im Rodachtal im Westen und dem östlich gelegenen Großheirath im Itzgrund. Der Neuseser Dorfgraben fließt durch den Ort.

## Geschichte
Neuses besteht spätestens seit dem 9. Jahrhundert, dürfte aber wahrscheinlich viel früher entstanden sein. Die erste schriftliche Erwähnung war in einer Urkunde von 1149, in der ein Ulrich von Rossach als Zeuge für das Kloster Banz erwähnt wird.
Neuses und seine Nachbarorte Watzendorf und Gossenberg werden als Eigensdörfer bezeichnet, da sie im Mittelalter eine eigene freie Gerichtsbarkeit hatten. Noch 1783 waren sie von den dauerhaften Lasten der Zentgerichtsbarkeit befreit und die Einwohner hatten das Recht, Niederwild zu jagen. Zwischen 1288 und 1291 erwarb das Kloster Langheim die Grundherrschaft und den Anspruch auf den Zehnten der Felderträge. Die Verwaltung erfolgte durch den Amtshof Tambach. 1337 schenkte Kaiser Ludwig der Bayer dem Kloster alle seine Rechte an Watzendorf. Grundherr war das Kloster, Inhaber der Hochgerichtsbarkeit wurden Mitte des 14. Jahrhunderts die Wettiner. Am Rande der Herrschaft gelegen, erkannten die Einwohner 1488 den Kurfürsten von Sachsen als Schutzherrn an.
Die Gemeinde gehörte zum Sprengel der Urpfarrei Altenbanz und ab 1452 zur Watzendorfer Pfarrei.
Nach der Reformation, die in Watzendorf 1529 mit der ersten protestantischen kursächsischen Kirchenvisitation eingeführt wurde, entwickelte sich die südliche Grenze zu der Nachbargemeinde Welsberg, die zum Herrschaftsgebiet des Hochstifts Würzburg gehörte, zur Konfessionsgrenze. Der strittige Grenzverlauf zwischen dem Hochstift Würzburg und dem Fürstentum Sachsen-Coburg wurde gemäß dem Trappstädter Rezess von 1599 geregelt.
1733 wurde das Gemeindehaus errichtet und 1865 folgte der Bau eines Schulhauses. 1837 hatte der Ort 279 Einwohner.
In Neuses gab es zwei Brauereien. Die ältere gründete 1878 G. Eichhorn zusammen mit einem Gasthof. 1933 übernahm Emil Schramm beide Betriebe. Der Braubetrieb wurde 1979 eingestellt, das Gasthaus Zum Goldenen Stern wurde weitergeführt. Die jüngere Brauerei hatte Leonhard Rädlein 1930 eröffnet. 1956 kauften Hans und Frieda Wolf die Brauerei Rädlein und das zugehörige Gasthaus. 1970 wurde die Brauerei geschlossen und das Gasthaus Zur Eiche vom Hofbrauhaus Coburg beliefert.
In einer Volksbefragung am 30. November 1919 stimmten drei Bürger für den Beitritt des Freistaates Coburg zum thüringischen Staat und 72 dagegen. Somit gehörte ab dem 1. Juli 1920 auch Neuses an den Eichen zu dem Freistaat Bayern. 1925 umfasste das 455,45 Hektar große Dorf 275 Einwohner, von denen 274 der evangelischen Kirche angehörten, und 59 Wohngebäude. Die Schule und die evangelische Kirche lagen im 2,0 Kilometer entfernten Watzendorf.
Am 1. Mai 1978 wurde Neuses an den Eichen, wie auch die Nachbarorte Watzendorf, Gossenberg und Rossach Gemeindeteil von Großheirath.
Das 1966 gegründete Unternehmen Hauck Tiefbau ist mit knapp 40 Mitarbeitern (Stand: 2016) der größte Arbeitgeber in dem Ort.
Siehe auch Liste der Baudenkmäler in Neuses an den Eichen

## Einwohnerentwicklung
| Jahr | Einwohnerzahl |
| ---- | ------------- |
| 1910 | 273           |
| 1933 | 276           |
| 1939 | 268           |
| 2013 | 220           |